# Shamil Burziyev
Shamil Gasanovich Burziyev (Makhachkala, 1 de abril de 1985 — Kizilyurt, 5 de dezembro de 2010) foi um futebolista russo que jogava como volante. Morreu em um acidente de carro em uma rodovia próxima de Kizilyurt.